# Бартош, Сергей Иванович
Сергей Иванович Бартош (род. 5 апреля 1974, Репехи, Брестская область) — белорусский государственный деятель, Министр сельского хозяйства и продовольствия Республики Беларусь (8 августа 2023 — 27 июня 2024).

## Биография
Родился в 1974 году в деревне Репехи Пружанского района Брестской области.
В 1995 году окончил Гродненский государственный сельскохозяйственный институт по специальности «агрономия». В 2006 году окончил Институт повышения квалификации и переподготовки кадров Брестского государственного технического университета по специальности «менеджмент в агропромышленном комплексе». В 2012 году окончил Академию управления при Президенте Республики Беларусь по специальности «управление предприятиями агропромышленного комплекса».
Трудовую деятельность начинал агрономом, главным агрономом в колхозах имени Чапаева и «Дружба» Пружанского района. Более десяти лет возглавлял ОАО «Линовское» Пружанского района, был депутатом Пружанского райсовета.
В 2016 году назначен заместителем председателя, затем — первым заместителем председателя — начальником управления по сельскому хозяйству и продовольствию Кобринского райисполкома. В 2019—2020 годах возглавлял комитет по сельскому хозяйству и продовольствию Брестского облисполкома, с 20 октября 2020 года — председатель Березовского райисполкома. С 3 октября 2022 года по 8 августа 2023 года — помощник президента Республики Беларусь — инспектором по Гомельской области.
С 8 августа 2023 по 27 июня 2024 года — Министр сельского хозяйства и продовольствия Беларуси.